# Гора (Талицкое сельское поселение)
Гора — деревня в Кирилловском районе Вологодской области.
Входит в состав Талицкого сельского поселения, с точки зрения административно-территориального деления — в Колкачский сельсовет.
Расстояние до районного центра Кириллова по автодороге — 58,4 км, до центра муниципального образования Талиц по прямой — 11 км. Ближайшие населённые пункты — Кукманино, Оксино, Пасынково, Починок, Лыткино, Попково, Юркино.
По переписи 2002 года население — 3 человека.